# John Gardner Wilkinson

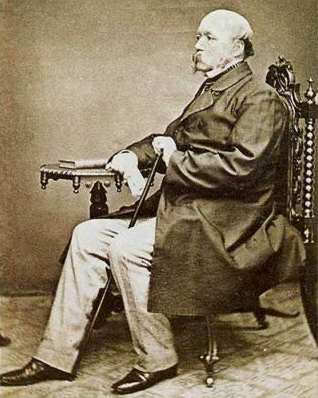
Sir John Gardner Wilkinson

Sir John Gardner Wilkinson (5 oktober 1797 - 29 oktober 1875) was een welbekende Britse reiziger, schrijver en de pionier van de egyptologie van de 19e eeuw. Hij wordt vaak  “de vader van de Engelse egyptologie”  genoemd.

## Jeugd en opleiding
Hij werd geboren in Little Missenden, Buckinghamshire. Zijn vader was een geestelijke in Westmorland, genaamd John Wilkinson en enthousiast liefhebber van oudheden. Wilkinson verkreeg een behoorlijk inkomen van zijn vroeg overleden ouders. Hij werd door zijn voogd gestuurd naar Harrow School in 1813, daarna naar Exeter College, Oxford in 1816. Wilkinson haalde zijn diploma niet - mede het gevolg van zijn slechte gezondheid –  en besloot een reis te ondernemen naar Italië. Daar ontmoette hij in 1819 de antiquaar Sir William Gell door wie hij geïnteresseerd  raakte in de  egyptologie.

## Eerste verblijf in Egypte
J.G. Wilkinson arriveerde in Egypte in oktober 1821 als een jonge man van 24 jaar. Daarna verbleef hij twaalf jaar aaneengesloten in dit land. Tijdens zijn verblijf, bezocht Wilkinson iedere bekende archeologische plek in Egypte, met vaardigheid kopieerde hij de inscripties en schilderingen als een getalenteerde kopiist en maakte diverse aantekeningen aan.
In deze jaren was hij betrokken bij de opgravingen van Achetaton (1824) en Wadi al-Jarf (1832).

## De terugkeer naar Egypte en onderscheidingen
Uiteindelijk keerde hij terug voor zijn gezondheid in 1833, en werd gekozen voor the Royal Society in 1834. Wilkinson bracht zijn onderzoekingen in een hoge aantal publicaties uit. Voorgaand aan The Topgraphy of Thebes and General View of Egypt in 1835 was zijn meest uitmuntende werk toch Manners and Customs of the Ancient Egyptians. Voor het eerst gepubliceerd in drie delen in 1837 en geïllustreerd door Joseph Bonomi, deze titel gaf aan hoe de Britten de Oud-Egyptische cultuur gingen beschouwen voor de volgende halve eeuw. Als bewondering voor zijn publicatie bezorgde dit hem het adelsdom in 1839 en verzekerde hem de titel voor de eerste uitzonderlijke Britse egyptoloog.

## Volgende reizen en onderzoek
Sir John Gardner Wilkinson keerde terug naar Egypte in 1842 en publiceerde een artikel getiteld: Survey of the Valley of the Natron Lakes in het werk Journal of the Geographical Society in 1843. In dezelfde jaar was hij getuigen van zijn publicatie voor een herziende en uitgebreidere editie van zijn Topography, getiteld Moslem Egypt and Thebes. 
Wilkinson reisde door Montenegro, Bosnië en Herzegovina tijdens 1844, een notie van zijn observaties in dit lang gepubliceerd in 1848 (Dalmatia and Montenegro, 2 delen)
Zijn derde bezoek aan Egypte in 1848 tot 1849 en laatste bezoek aan Thebe in 1855. Na dit alles Wilkinson verbleef permanent in Engeland waar hij Cornish oudheden bestudeerde en Zoölogie.

## Dood en herdenking
Wilkinson overleed in Llandovery in 1875, en liet zijn collectie na aan zijn oude school, Harrow, in 1864.
De literatuur die Wilkinson schreef wordt nu bewaard in de Bodleian Library te Oxford, ze vormen een onschatbare bron tot de monumenten van het oude Egypte voor toerisme (1821 tot 1856). Vele archeologische sites zijn beschadigd of verloren.

## Publicaties
- Materia Hieroglyphica (1828)
- The Topography of Thebes and General View of Egypte, London 1835
- Manners and Customs of the Ancient Egyptians, including their private life, government, laws, arts, manufactures, religion, agriculture and early historie, derived from a comparison of the paintings, sculptures, and monuments still existing, with the accounts of ancient authors, (6 volumes, 1837-41)

- Bibsys: 3033407
- Bibliothèque nationale de France: cb12331057s (data)
- CiNii: DA04659807
- Gemeinsame Normdatei: 119112469
- International Standard Name Identifier: 0000 0001 1665 260X
- Library of Congress Control Number: n87150654
- Nationale bibliotheek van Australië: 35608624
- Nationale Bibliotheek van Israël: 987007270089505171
- Nationale en Universitaire bibliotheek Zagreb: 000083419
- Nederlandse Thesaurus van Auteursnamen: 074844393
- Réseau des bibliothèques de Suisse occidentale: 02-A012735161
- SNAC: w6930x6h
- Système universitaire de documentation: 080734243
- Trove: 1013402
- Virtual International Authority File: 69000129
- WorldCat: E39PBJgt8GJJbQCrvxCQw9rQbd